# Bodiluddelingen 1983
Bodiluddelingen 1983 blev afholdt i 1983 på Hotel d’Angleterre i København og markerede den 36. gang at Bodilprisen blev uddelt.
Morten Arnfreds Der er et yndigt land blev uddelingens store vinder med i alt tre priser, blandt andet prisen for bedste danske film, som dermed bliver Arnfreds tredje Bodil-pris i kategorien. For sin præstation i samme film, modtager Ole Ernst sin anden Bodil for bedste mandlige hovedrolle, mens prisen for bedste mandlige birolle går til Arne Hansen.

## Vindere
| Bedste mandlige hovedrolle                | Bedste kvindelige hovedrolle |
| ----------------------------------------- | ---------------------------- |
| - Ole Ernst for Der er et yndigt land     | - Tove Maës for Felix        |
| Bedste mandlige birolle                   | Bedste kvindelige birolle    |
| - Arne Hansen for Der er et yndigt land   | - ikke uddelt                |
| Bedste danske film                        | Bedste ikke-europæiske film  |
| - Der er et yndigt land af Morten Arnfred | - Tootsie af Sydney Pollack  |
| Bedste europæiske film                    | Bedste dokumentarfilm        |
| - Den enfoldige morder af Hans Alfredson  | - ikke uddelt                |

## Øvrige priser

### Æres-Bodil
- Jan Weincke (fotograf) for fotograferingen af Kundskabens Træ og Zappa.